# 月洞門

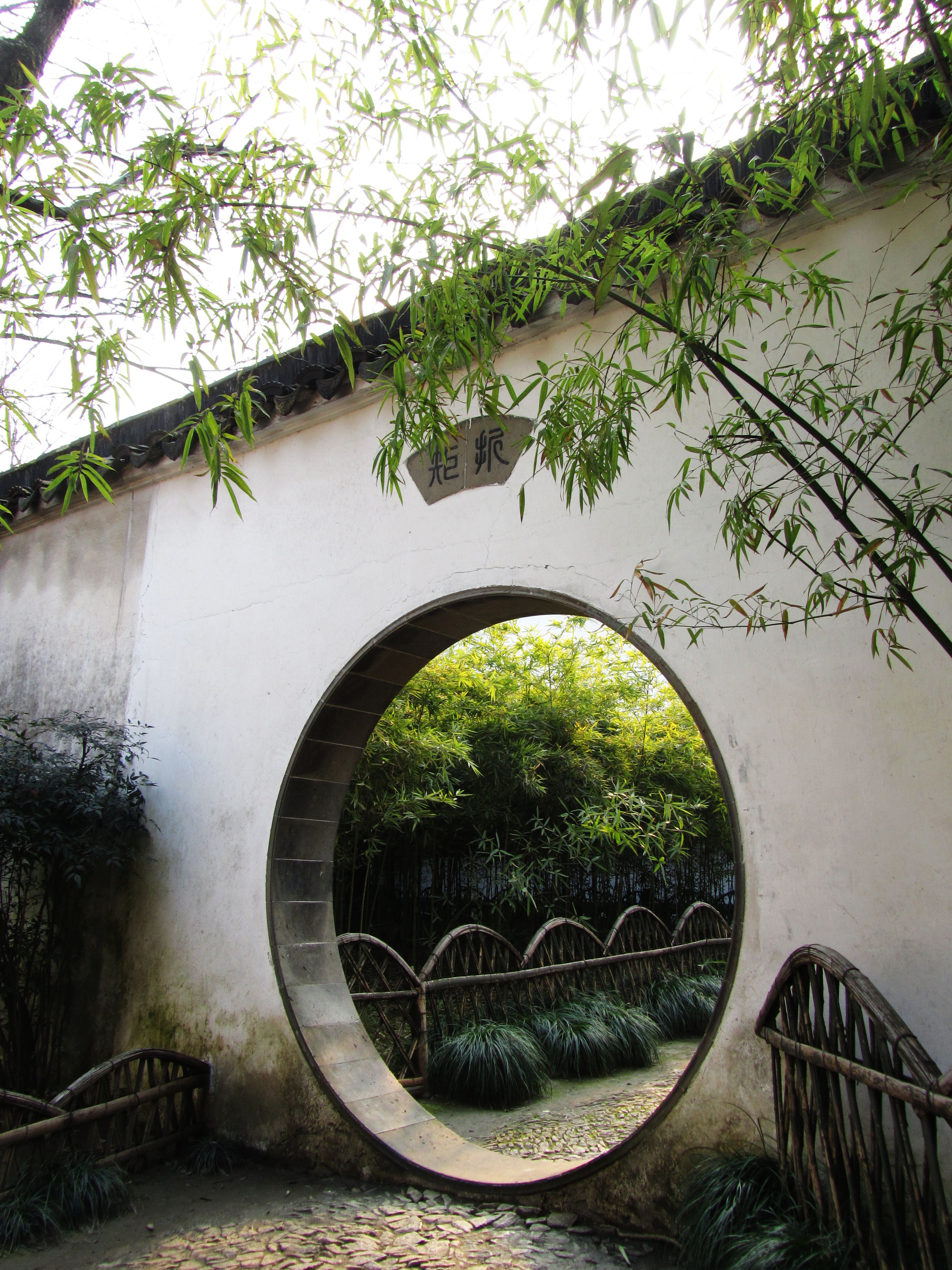
蘇州の滄浪亭にある五百名賢祠の東側に設けられた月洞門には、左右のレンガに「周規」と「折矩」という額が掲げられている。これは「名賢は皆、行動に規律があり、進退に節度がある」という意味を表している。

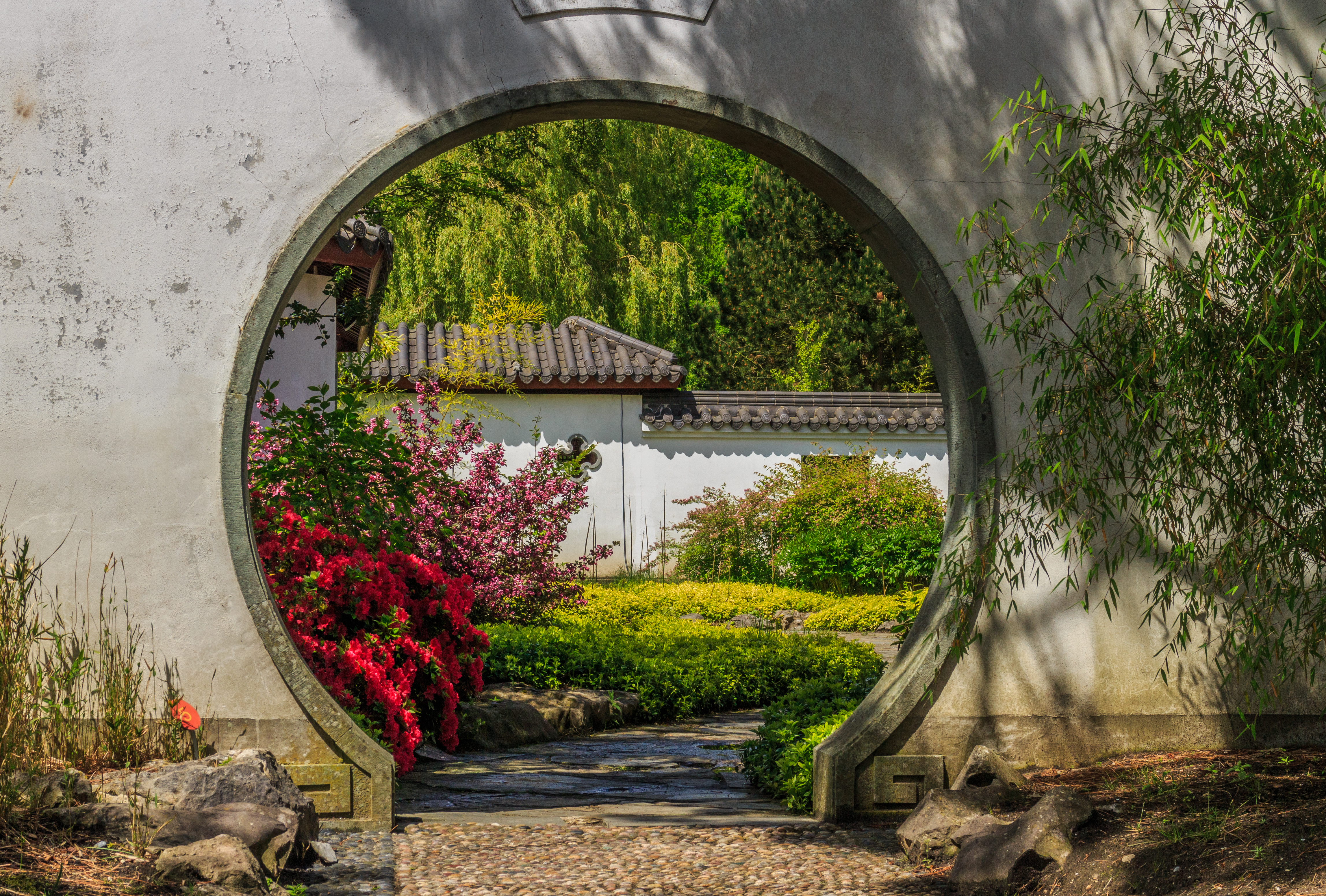
オランダ・ハーレン城の月門

月洞門（げつどうもん）または月門（げつもん、英：A moon gate、）とは、中国古典庭園で用いられる壁上で円形の開口部のある構造物で、歩行者通路の通り抜け出入口として機能していること、円形が月に似ていることからこの名が付けられている。中国庭園の伝統的な要素。
庭園内では、院と院をつなぐ通路として機能するだけでなく、門の向こう側の景観を引き立てる役割も果たし、実用性と装飾性を兼ね備えている。
中国式庭園の月門は、縁の部分に灰色の装飾が施されており、下部は平らで敷居は設けられていない。上部には意境を際立たせるための横長の額がデザインされている。また、月門は庭園内の空間の分割や移行だけでなく、室内空間にも利用されることもある。
門の形や瓦にはそれぞれ異なる霊的な意味があり、門の傾斜した屋根は中国の夏の半月を表し、屋根瓦の先端には魔除けが飾られている。

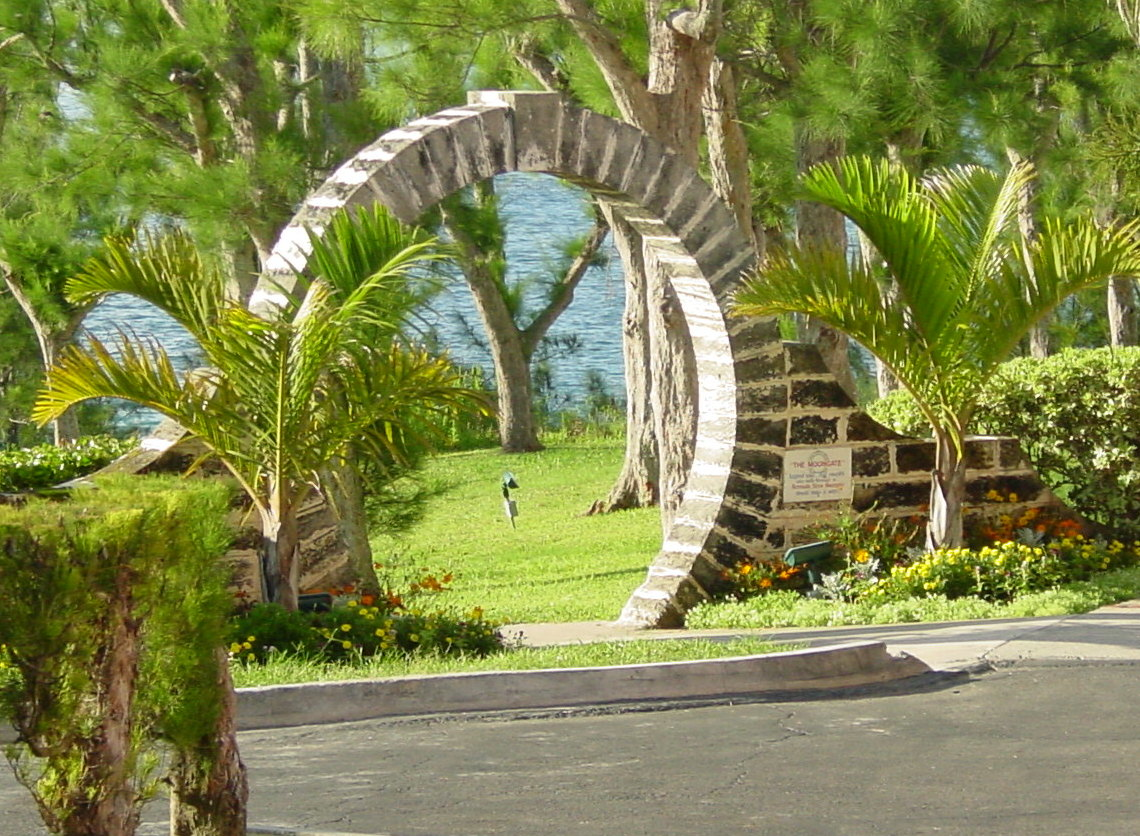
バミューダにある壁のない月の門

月門は19世紀後半にバミューダの建築様式 (Architecture_of_Bermuda) に取り入れられた。これはイギリスの海外領土が、日本からイースターリリー（テッポウユリ）の球根を栽培用に輸入し始めた時期とほぼ同時期になる。バミューダのそれは、元々の中国のデザインとはやや異なり、しばしば単独状態で設置されるか、低い壁に接続された形になっている。バミューダでは、新婚夫婦がこのゲートをくぐると幸運が訪れるとされている。

## ギャラリー

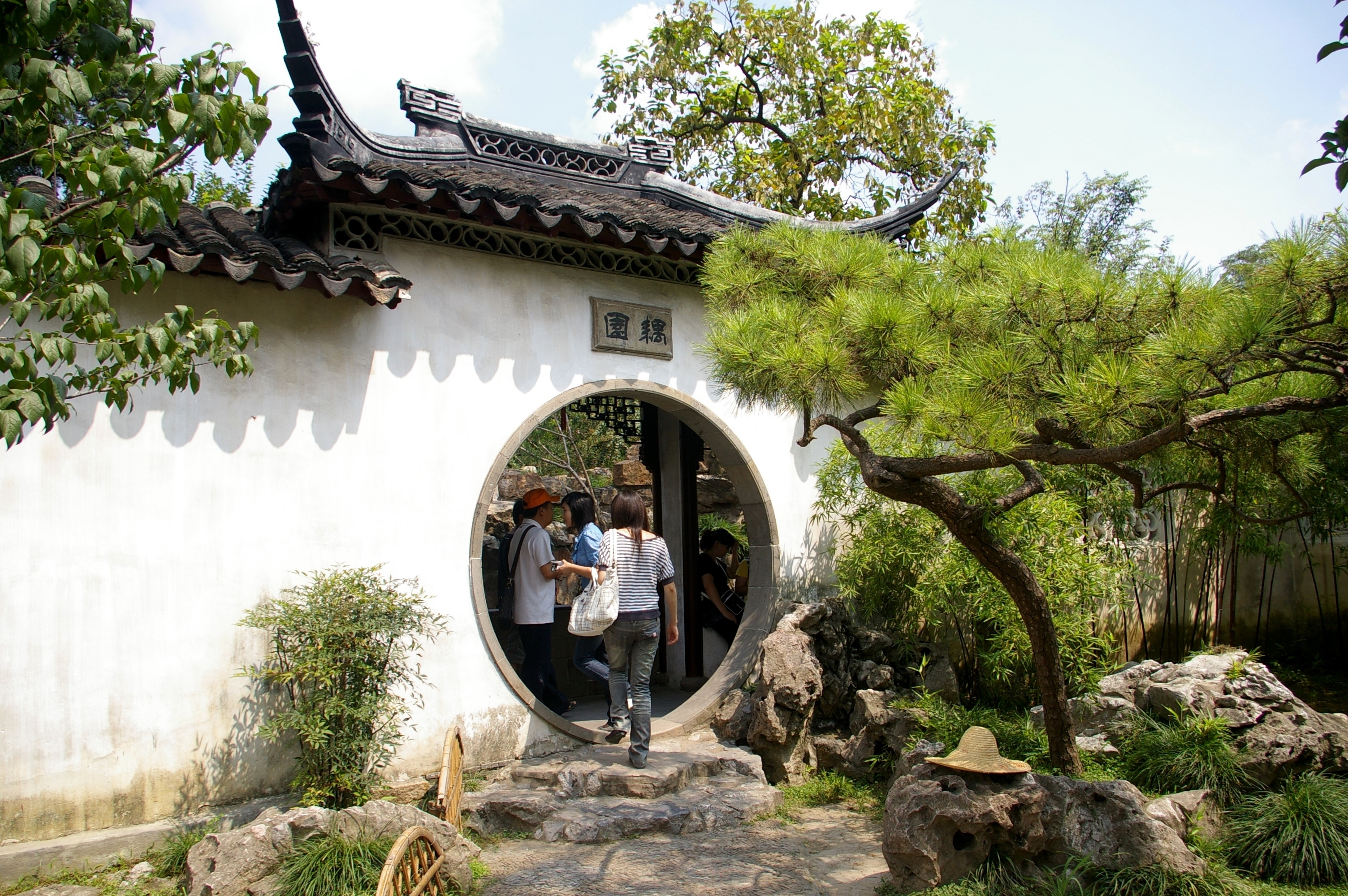
蘇州古典庭園・夫婦隠遁園(zh:耦园)の月門
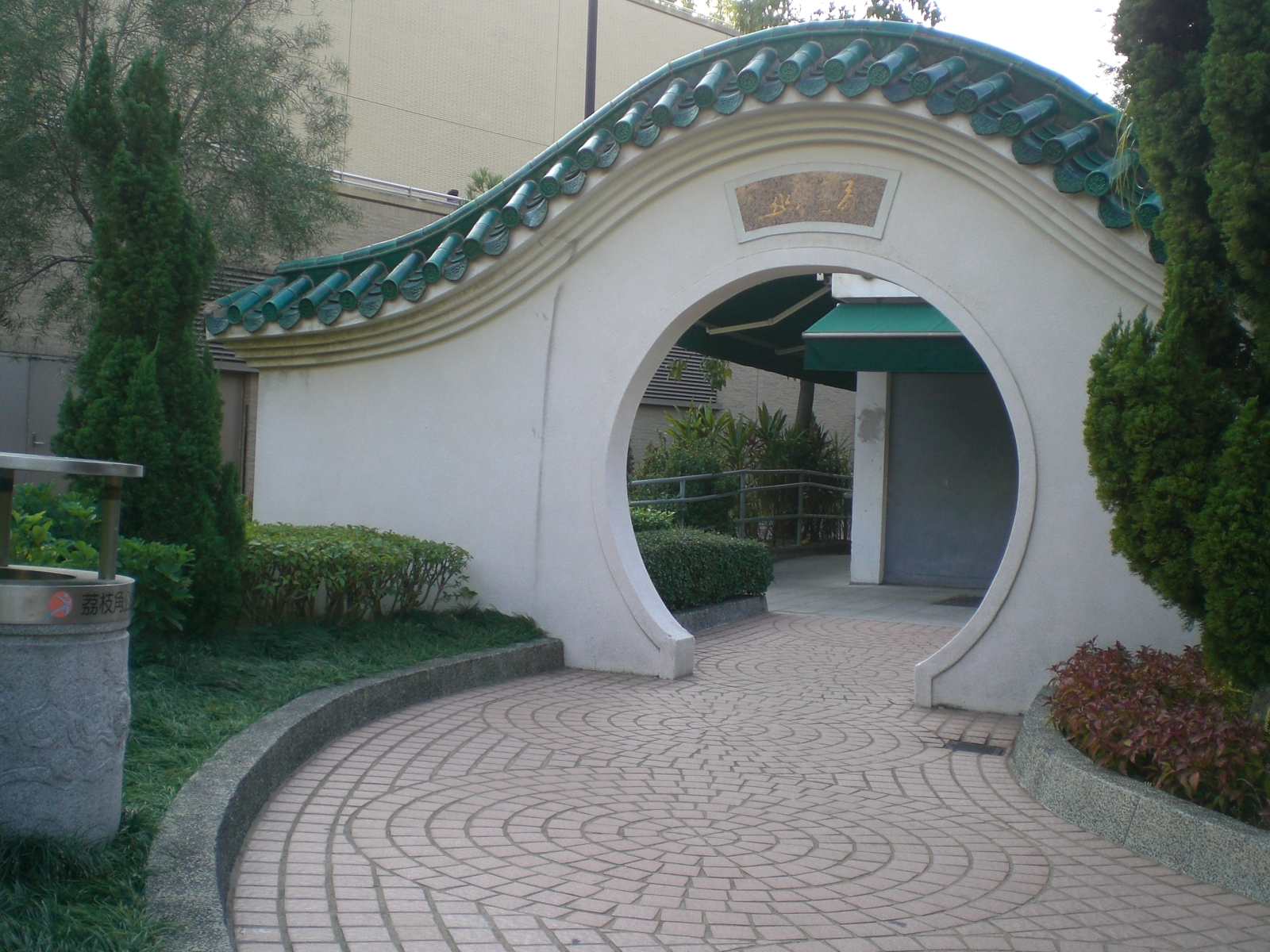
莱池角公園の中国門
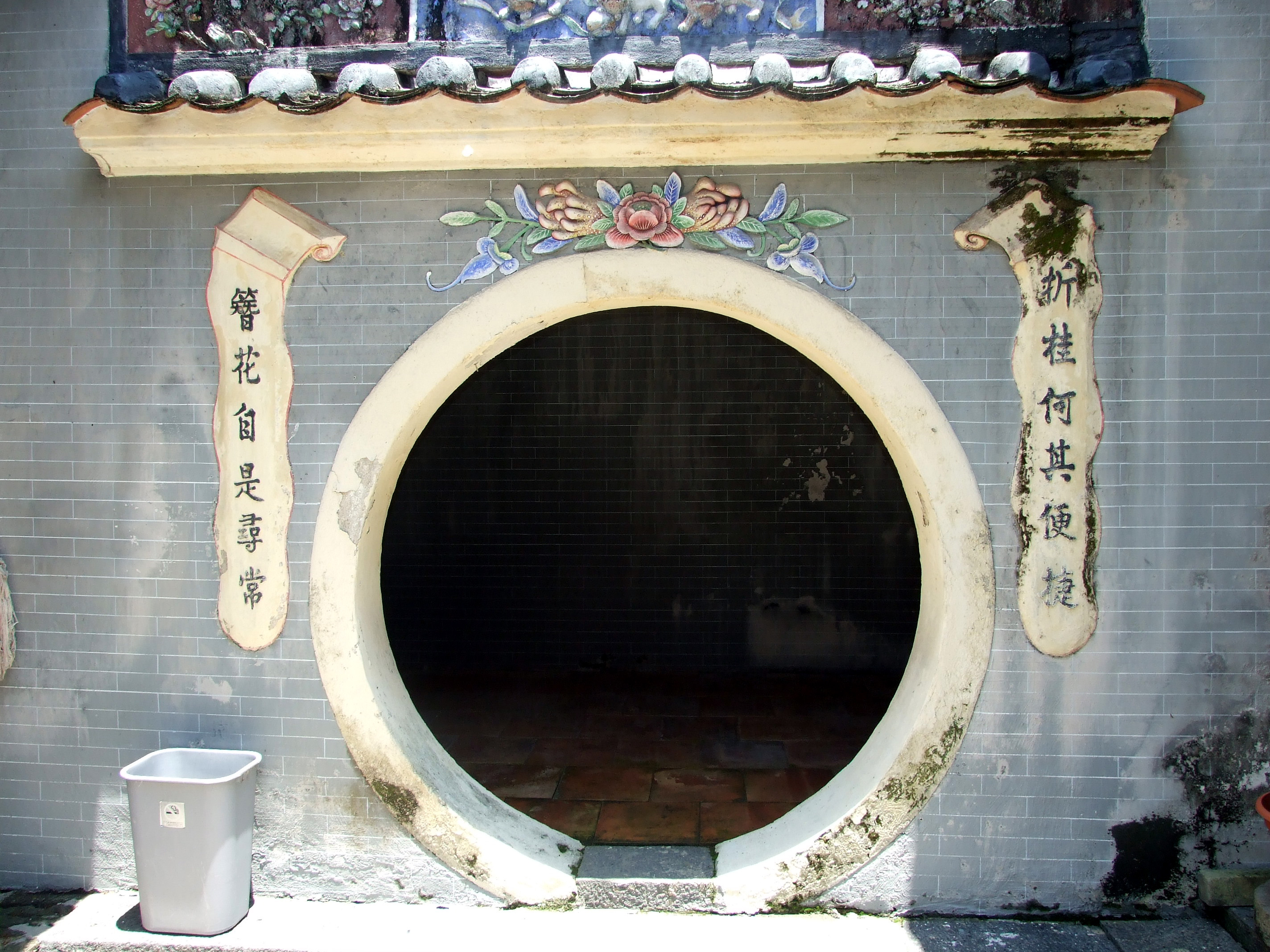
Tong Study Hallの月門
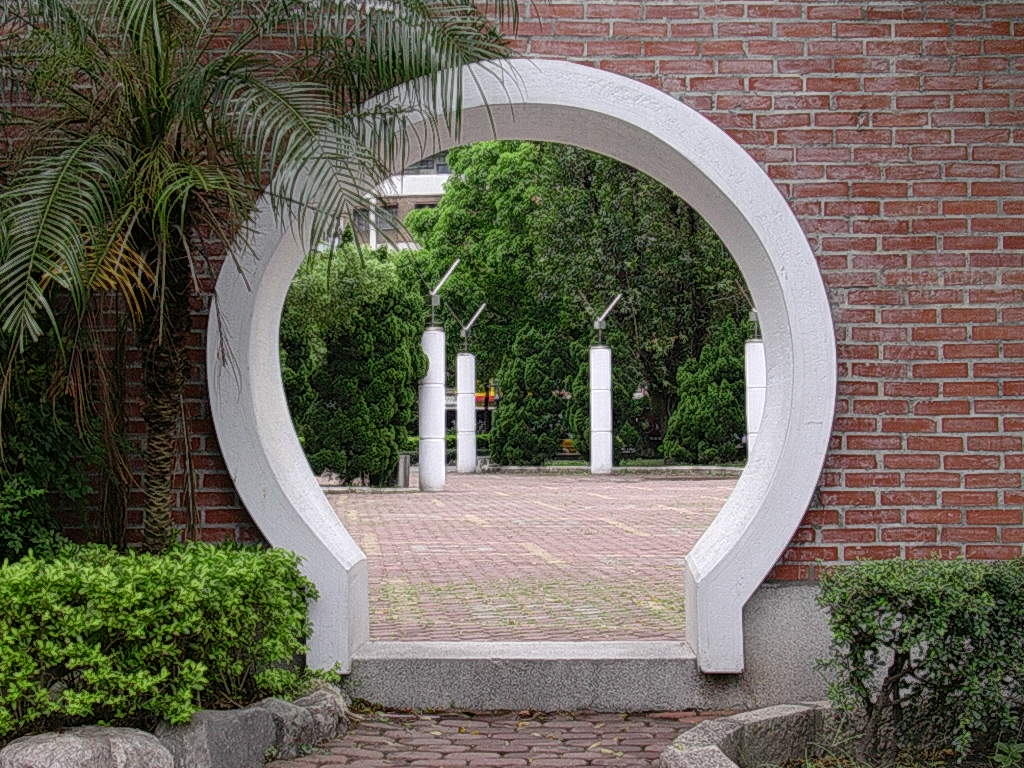
Zhonghe Park (中和公園) の月門
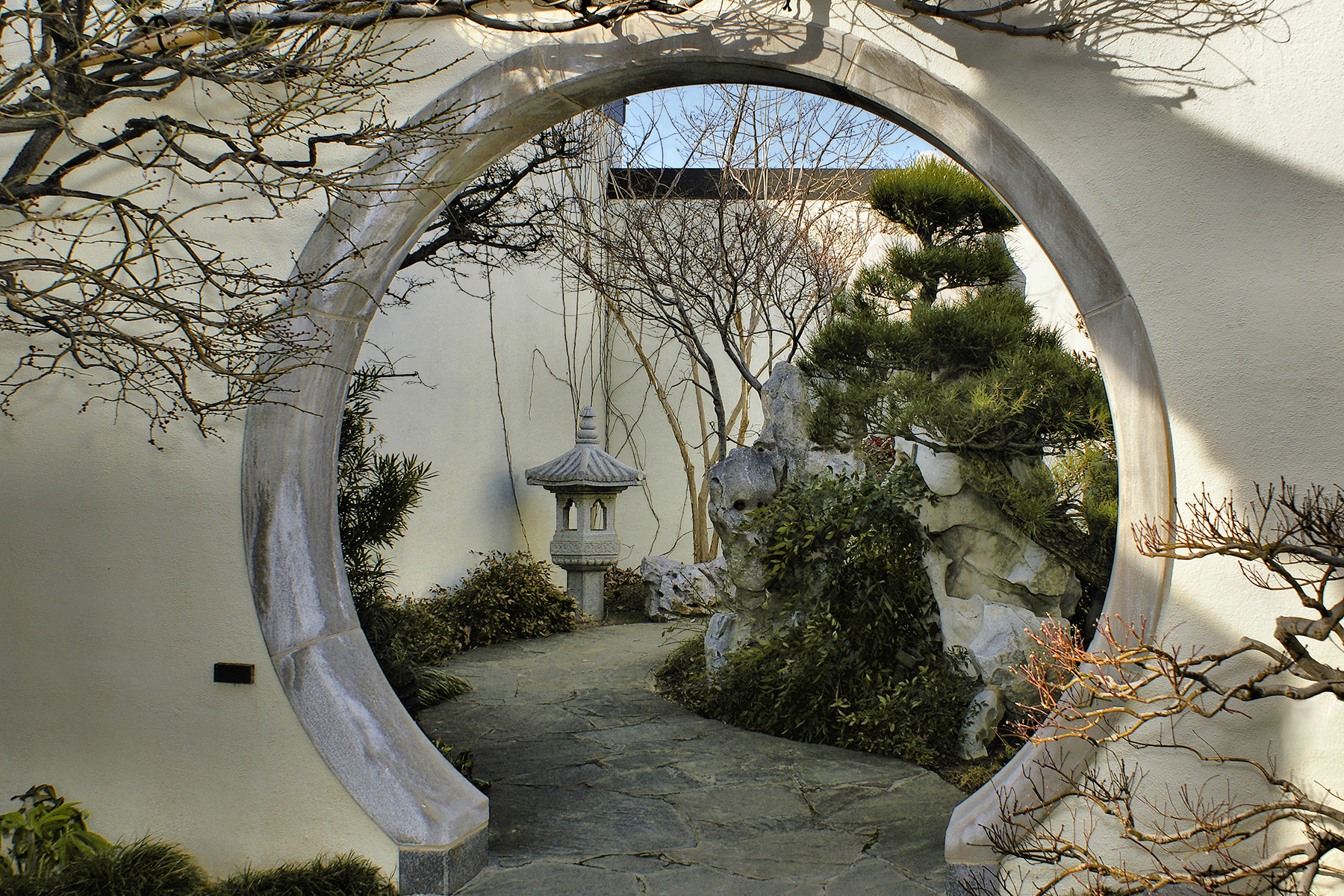
ワシントンD.C.・アメリカ国立樹木園国立盆栽盆景博物館の月門
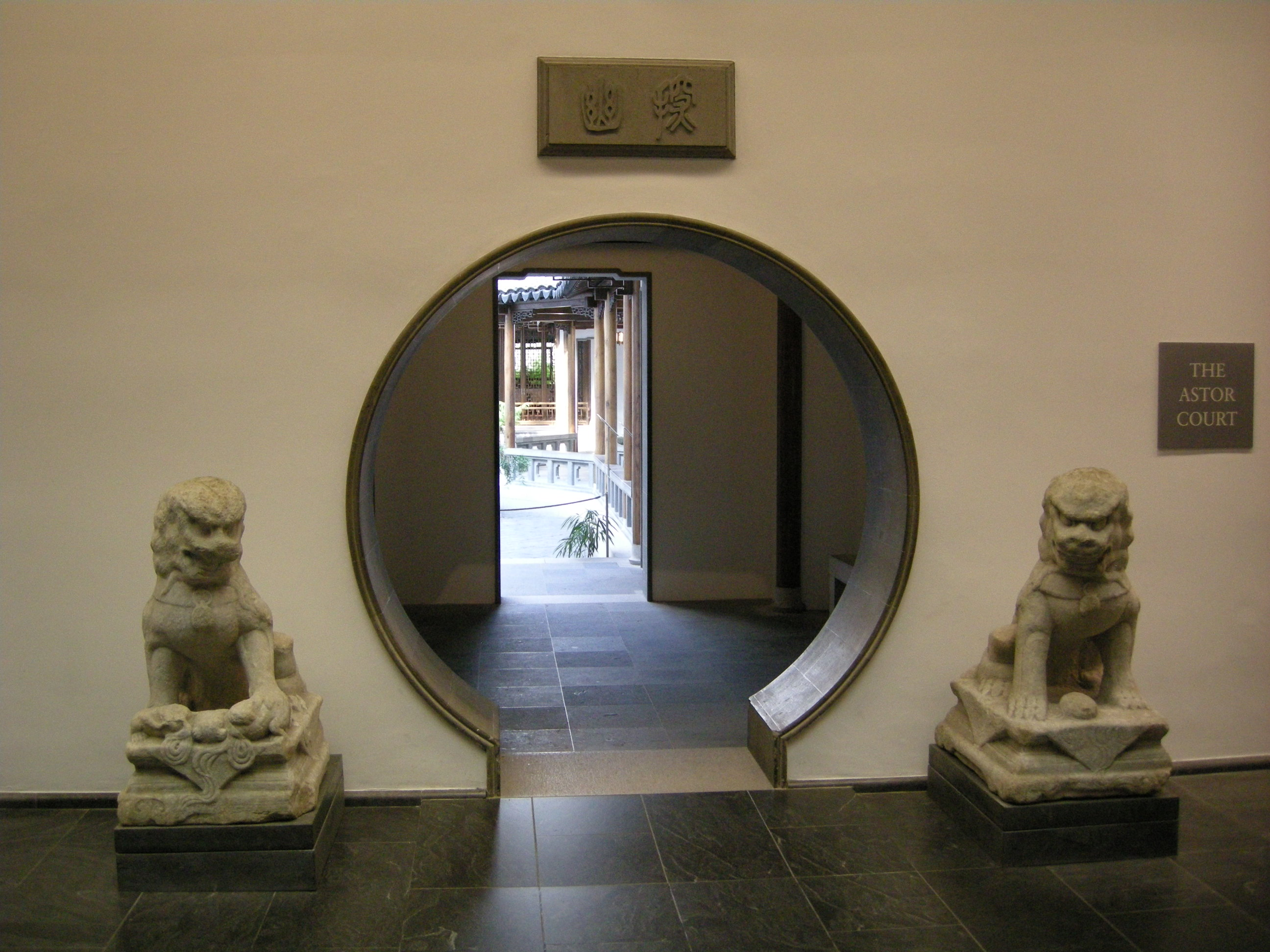
メトロポリタン美術館の明朝様式の庭園、アスター コート（en:Astor Court）の入り口
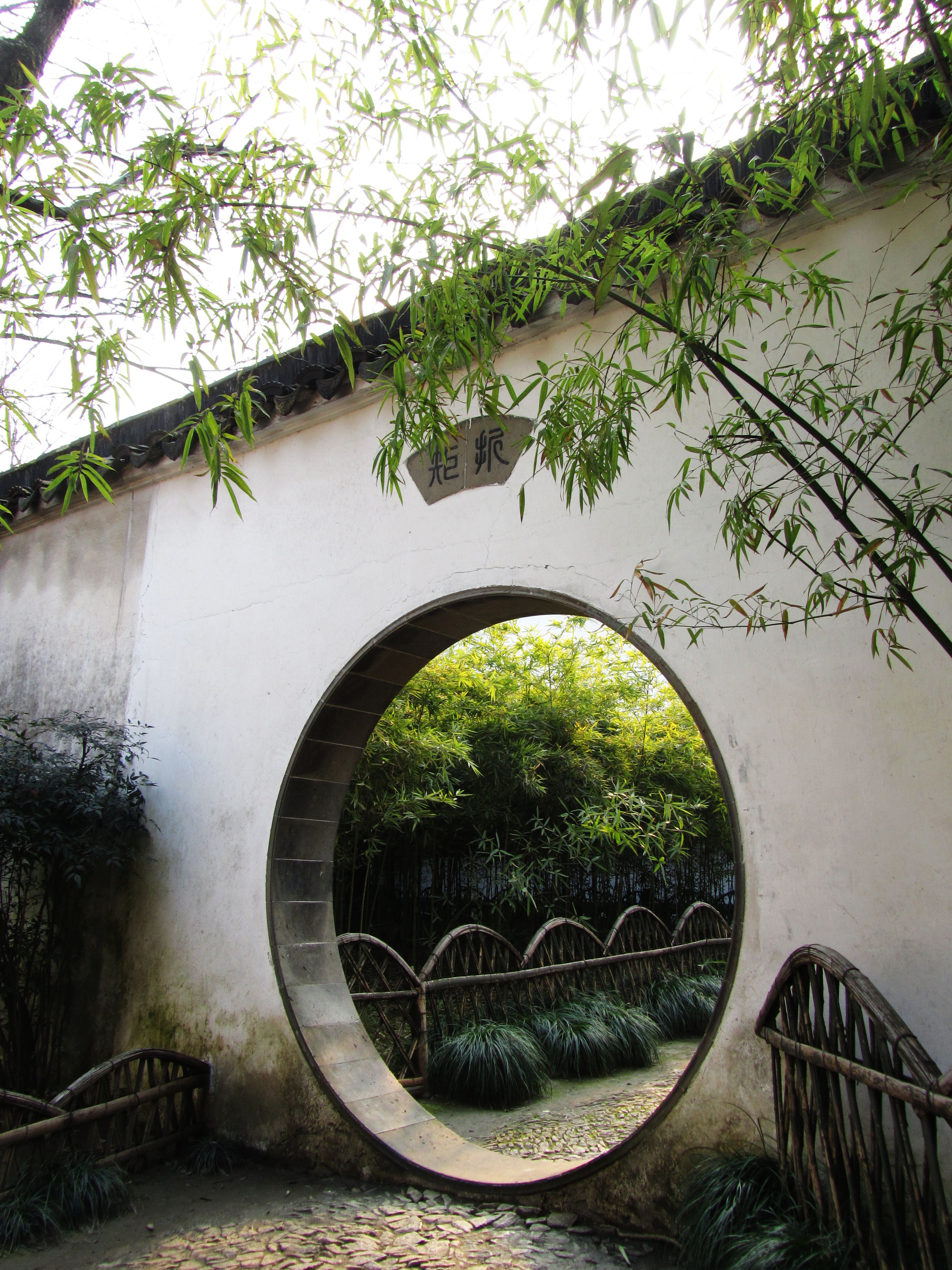
大浪閣の月門